# Île Amherst
L'île Amherst est une île du lac Ontario au Canada. 

## Géographie
Elle est située à 10 km à l'ouest de Kingston (Ontario) et s'étend sur 20 km de longueur et 7 km de largeur. Elle constitue un petit archipel avec les îles Nut, Grape et Brother. 

## Histoire
Les Français l'avaient nommée île Tonti en hommage à Henri de Tonti qui accompagna René-Robert Cavelier de La Salle dans ses expéditions. Elle est rebaptisée sous son nom actuel en 1792 par les Loyalistes de John Graves Simcoe en l’honneur de Jeffery Amherst, commandant en chef des forces britanniques en Amérique du Nord. 

## Transport

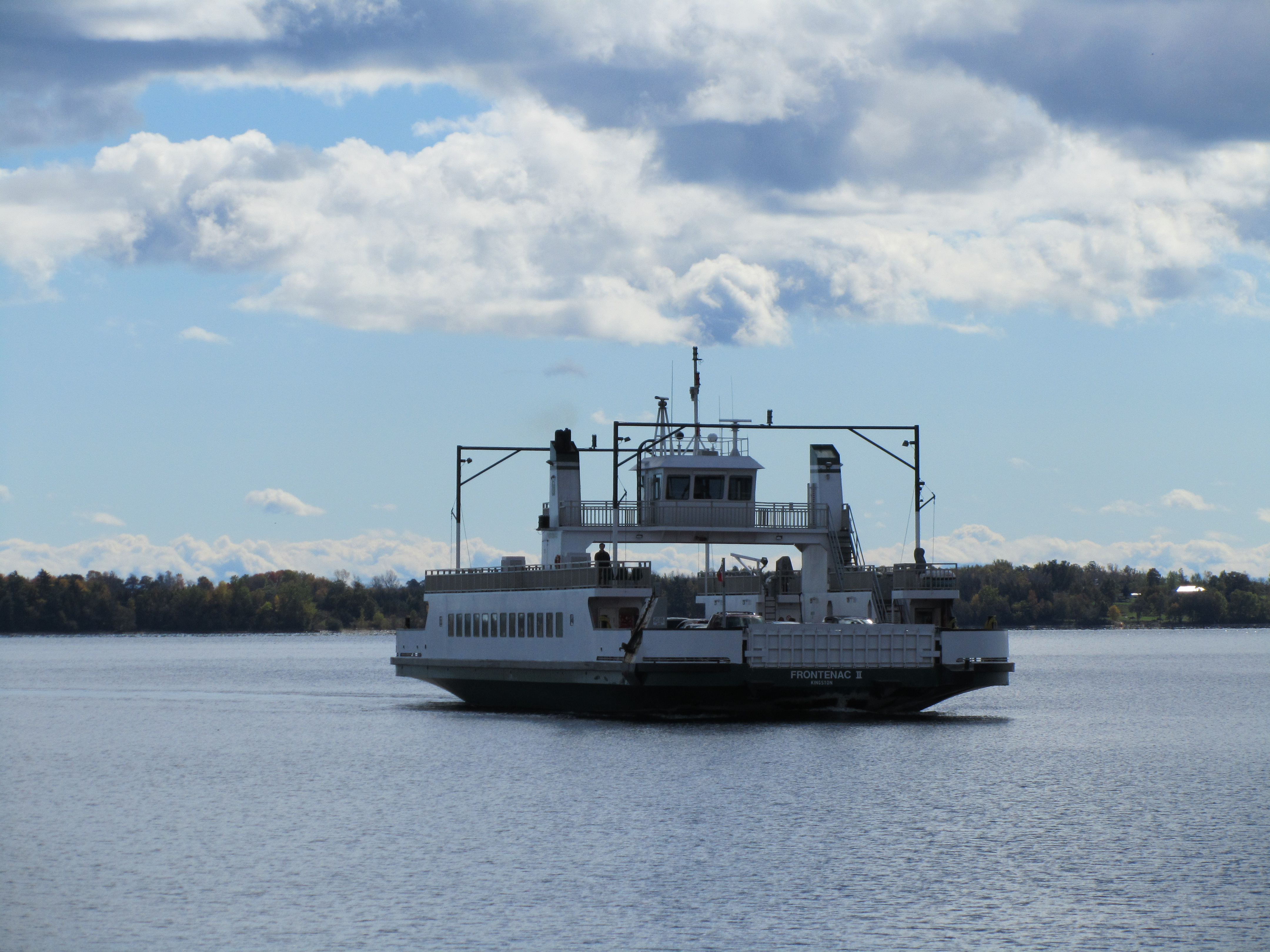
Le ferry de l'île Amherst, le Frontenac II

L'île est accessible du continent par un ferry qui transporte personnes et véhicules. Les routes de l'île ont peu de trafic automobile, ce qui en fait un endroit très prisé des cyclistes.  

## Faune
L'île est connue pour être le lieu d'hivernage de nombreux faucons et hiboux, ce qui constitue la Réserve de Owl Woods. Dix espèces de hiboux y ont été constatées : hibou des marais, hibou moyen-duc, grand-duc d'Amérique, harfang des neiges, petite Nyctale, nyctale de Tengmalm, petit-duc maculé, chouette rayée etc. On peut aussi y trouver des buses à queue rousse, des buses pattues, des pygargues à tête blanche, des faucons pèlerin et des urubus à tête rouge. 
On y élève aussi des moutons. 

## Climat
L'île a des étés chauds et des hivers modérés. Les vents du lac stables, surtout en hiver, font que certaines personnes croient que l'île est un endroit idéal pour le potentiel des éoliennes. Plusieurs entreprises ont manifesté leur intérêt pour le développement de projets d'éoliennes industrielles sur l'île. Certains résidents sont opposées au projet, soulevant que le projet aurait un impact négatif sur l'économie du tourisme, ainsi que sur les oiseaux migrateurs. En janvier 2012, la Fédération de l'agriculture de l'Ontario a demandé au gouvernement de l'Ontario de mettre un moratoire sur tous les projets d'éoliennes jusqu'à ce que les effets sur la santé de ce projet et d'autres questions ont été correctement évalués.